# Heuilley-le-Grand
Heuilley-le-Grand település Franciaországban, Haute-Marne megyében. Lakosainak száma 190 fő (2022. január 1.). Heuilley-le-Grand Chassigny, Noidant-Chatenoy, Le Pailly, Palaiseul, Rivières-le-Bois, Saint-Broingt-le-Bois, Violot és Villegusien-le-Lac községekkel határos.

## Népesség
A település népességének változása:
| Lakosok száma | 242  | 190  | 198  | 208  | 216  | 209  | 201  | 193  | 190  | 190  |
|               | 1968 | 1999 | 2011 | 2013 | 2015 | 2017 | 2018 | 2019 | 2021 | 2022 |